# کارلوس کوربلو
کارلوس کوربلو (فرانسوی: Carlos Curbelo‎؛ زادهٔ ۲۸ آوریل ۱۹۵۴) بازیکن سابق فوتبال اهل فرانسه است.
از باشگاه‌هایی که در آن بازی کرده است می‌توان به باشگاه فوتبال سرو، باشگاه فوتبال نانسی، و باشگاه فوتبال نیس اشاره کرد.
وی همچنین در تیم ملی فوتبال فرانسه بازی کرده است.